# GOGO BROTHERS
GOGO BROTHERS（ゴーゴーブラザーズ）は、福岡県福岡市出身のダンサー。兄のREIと弟のYUUの二人組。

## 概要
主なジャンルはロックダンスとポップダンス。
父はロックダンスを作ったアメリカのダンスチーム「THE LOCKERS」のメンバーのTONY GOGOで、日本にブレイクダンスを持ち込み、一大ブームの先駆けを作った人物。その父親とダンス及びミュージックのコーディネートをする母親の間で2歳の頃からピアノやタップダンス、ストリートダンスを次々に吸収し、ヘンリー、クレイジーレッグス、イージョー、ジャジーJ、エレクトリックブーガルーズ、オリジナルロッカーズ等、多くのダンサーによる指導の下でその実力を発揮している。
2006年にOLD SKOOLのワールドカップといわれるUK B-Boy ChampionshipsのLOCKING部門で優勝し、ロックダンス界の頂点に立った。

## メンバー
- REI（阿部麗・1983年2月25日生まれ） - 兄
- YUU（阿部優・1984年12月27日生まれ） - 弟

## 受賞歴
- 1998年 - RAVE 2001 グランドチャンピオンシップ 優勝
- 2001年 - RAVE 2001 グランドチャンピオンシップ 優勝
- 2003年 - OLD SCHOOL NIGHT VOL.5 "Lock2on2" 優勝
- 2004年 - OLD SCHOOL NIGHT VOL.6 "Lock2on2" 優勝
- 2006年 - UK B-Boy Championships "Lockin' 2on2 Battle"　優勝（イギリス）

## 出演

### テレビ
- RAVE2001（テレビ東京系）
- ASAYAN（テレビ東京系）
- スーパーチャンプル（日本テレビ系）
- めちゃ2イケてるッ! ダンシングヒーローでゴイゴイスーペシャル（フジテレビ系）REIのみ

### CM
- 佐世保観光
- 西鉄名店街
- 井筒屋デパート
- チロルチョコ
- ビッグベアーズピザ
- よかとピア
- 父の日ギフト
- サンリブ

## エピソード
- ASAYANで浜崎あゆみオーディションに合格したことがある。